# Seguridad ciudadana municipal

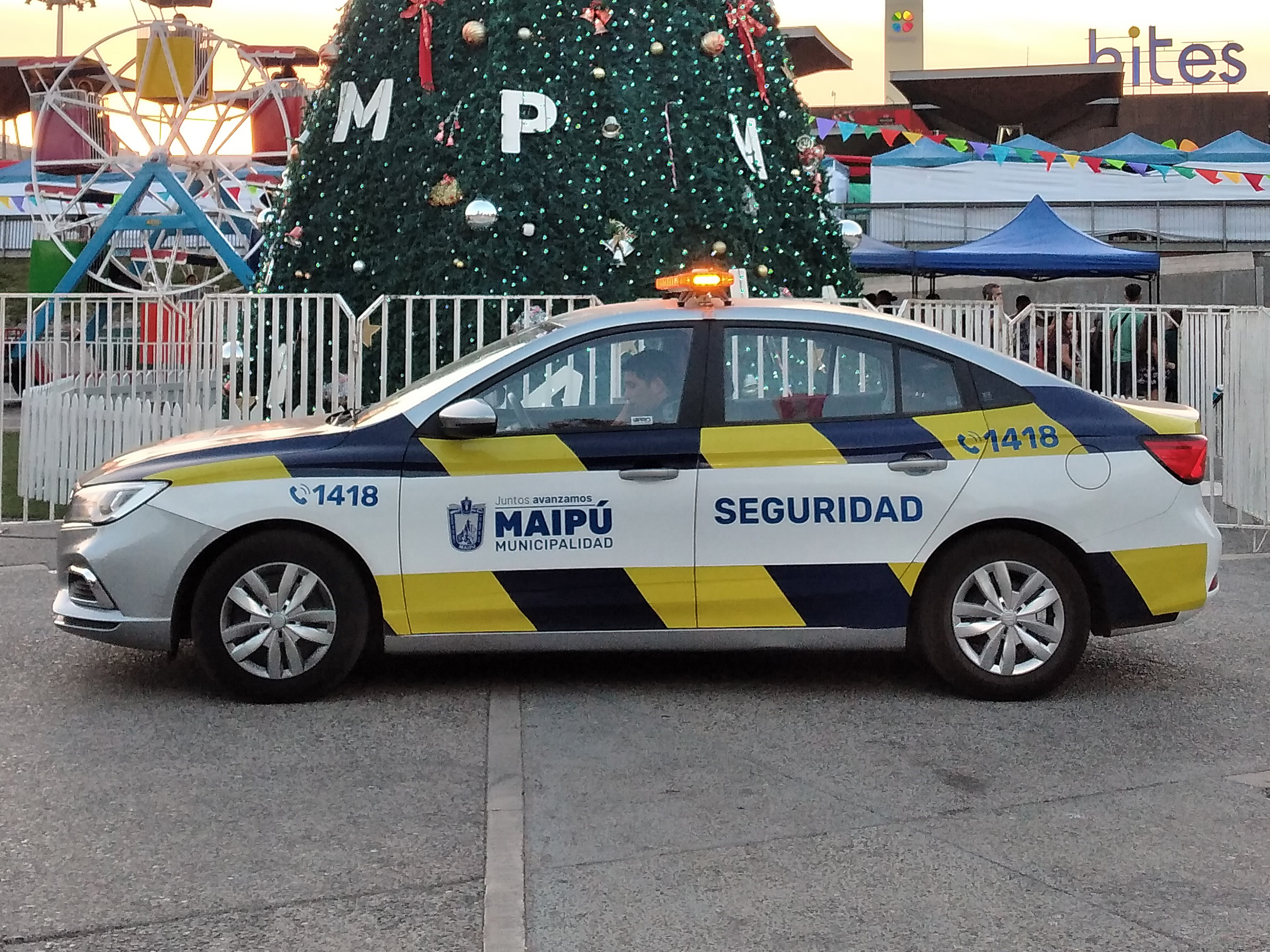
Vehículo patrulla de la Municipalidad de Maipú custodiando una actividad navideña en la Plaza de Armas de la comuna.

En Chile, se denomina comúnmente Seguridad Ciudadana a los equipos municipales creados a fines de los años 1990 para contribuir en temas relativos a la seguridad ciudadana y el orden público, y enfrentar el alza de delincuencia.
Por naturalidad, su trabajo es menos institucionalizado que Carabineros de Chile, ente superior de orden público junto a Policía de Investigaciones de Chile, contratando a personal equivalente a guardias privados, pero con más insumos, tales como móviles, chaleco antibalas, conexión a central municipal, a Carabineros, y a los distintos servicios de emergencia.
Al comenzar la creación de estos cuerpos de seguridad por parte de las municipalidades, tuvieron trabas por parte del gobierno, debido a que sus funcionarios no estaban capacitados y no pasaban por exámenes psicológicos rigurosos, además, se les prohibía que portaran armas de fuego y que los móviles contasen con balizas. Con el tiempo se logró que se usasen las balizas, además, sirena actualmente. Hoy cumplen la función de cubrir más territorio, para alertar a Carabineros de hechos ilícitos, o servir de retención o apoyo a tal labor (co-ayudantes), además de cumplir su función propia como inspectores municipales; fiscalizar e infraccionar dentro de la jurisdicción municipal a quienes no cumplan los diversos decretos, resoluciones y ordenanzas municipales.

## Historia
Hoy diversas comunas cuentan con direcciones o departamentos de seguridad ciudadana. El primer sistema comunal de seguridad ciudadana que empezó a funcionar en Chile fue el de la Municipalidad de Las Condes a contar de mediados de 1995, al generar un equipo coordinado de camionetas municipales (que llevaba en su interior a un Carabinero) e integrantes de la Defensa Civil en motocicletas; este sistema se hizo conocido porque generó con rapidez una «sensación de seguridad» entre los vecinos y fue objeto de diversos cuestionamientos por su cercanía a las atribuciones que las policías estimaban como propias, imponiéndose luego de diversos conflictos puntuales y por su capacidad de cubrir situaciones respecto de las cuales la fuerza policial no alcanzaba a satisfacer. Así, la congestión vial fue superada con «semáforos móviles» que en horas punta se establecían por los motoristas de la Defensa Civil, se hacían patrullajes más constantes y disuasivos, como diversas actividades que ampliaban el espectro de lo meramente abocado a la prevención de delitos. El sistema creció en número de efectivos hasta cubrir toda la comuna de Las Condes, ampliando la actividad de los integrantes de la Defensa Civil a patrullajes en bicicletas, patines y peatonales, todos con llamativos uniformes que los hacía muy visibles para toda la comunidad. El desarrollo de todas estas actividades estuvo coordinado por la Municipalidad de Las Condes, la Defensa Civil de Chile y la Fundación de Estudios en Protección Civil (entidad que diseñó e implementó la puesta en marcha de toda esta labor, invirtiendo recursos propios junto al municipio). 
A contar de los años 1996 y 1997 se integran a estas actividades los municipios de Vitacura y de Providencia, también en conjunto con la Defensa Civil y la citada Fundación, ampliando el sistema a una parte importante de la zona oriente de Santiago. Es en esa época que los municipios de Las Condes y Providencia «exportan» a otras municipalidades sus sistemas, conjuntamente con Defensa Civil y la Fundación de Estudios en Protección Civil, llevando en los meses de verano los sistemas de vigilancia a las comunas de la costa central de Chile (Algarrobo, El Quisco, Cartagena y otras cercanas), reforzando también el cuidado de casas desocupadas en las dos comunas gestoras por efectos de vacaciones de verano de sus ocupantes, es lo que se denominó el «Fono Verano Seguro», sistema que contemplaba un registro confidencial de casas desocupadas y la vigilancia reiterada de ellas por equipos de integrantes del sistema de seguridad ciudadana municipal, incluyendo reportes periódicos y la gestión de pequeños encargos a sus propietarios. 
Tal cual se señala al principio, es a fines de la década de 1990 donde los demás municipios del país empiezan a desarrollar sistemas similares al desarrollado por Las Condes en 1995, pero basado principalmente en personal propio y sin intervención de Defensa Civil, lo que obedeció a una decisión de las nuevas jefaturas de dicha entidad a contar de fines de 1998, decidiendo cerrar toda la labor de Defensa Civil en estas materias por razones de política institucional, pero perdiendo el rol protagónico que le había cabido en los años anteriores.